# Lidia Morawska
Lidia Morawska, född 1952 i Polen, är en polskfödd australisk aerosolfysiker. Hon är chef för International Laboratory for Air Quality and Health och en framstående professor vid Queensland University of Technology. Hennes forskning handlar om tillämpad fysik, med fokus på strålningsfysik, miljöfysik och atmosfärisk fysik. Sedan 2020 började hon fokusera på överföringen av COVID-19 och samma år blev hon stipendiat vid Australian Academy of Science 

## COVID-19-forskning
Sedan 2020 har Morawska samarbetat med forskare i Kina och världen över hur COVID-19 överförs på sjukhus, kollektivtrafik och genom dagliga aktiviteter som att sjunga.
Ursprungligen trodde och upprätthölls av Världshälsoorganisationen att viruset bara kunde spridas genom förorenade ytor och droppar som inte kunde färdas längre än två meter innan de föll till marken. Morawska spelade en nyckelroll i att hävda att viruset faktiskt kunde spridas via luftburna partiklar (aerosoler, som dröjer kvar i ett slutet utrymme längre och kan smitta på ett större avstånd. Det ansågs allmänt vid den tiden att aerosoler bara var en riskfaktor i vissa medicinska miljöer, till exempel när ventilatorer används.

Hennes forskning på detta område började vid SARS-utbrottet i början av 2000-talet. Resultaten av denna forskning visade att dessa virala partiklar kan bildas i människans hals under dagliga aktiviteter. Sommaren 2020 var hon medförfattare till ett brev där hon begärde att den luftburna överföringen av SARS-Cov-2 skulle erkännas. Brevet var underskrivet av 200 vetenskapsmän från 32 länder. I brevet förklarar hon att för att minska överföringen av COVID-19 är det nödvändigt att vara i ventilerade områden. Med hennes egna ord:  
 Den största risken är i stängda och trånga utrymmen, såvida inte ventilationen är effektiv ... På väl ventilerade platser som sjukhus där studier har utförts är detta inte ett problem eftersom viraldropparna elimineras genom en snabb och effektiv ventilation. 
Efter olika komplikationer för att övertyga Världshälsoorganisationen om det faktum att viruset är luftburet och vikten av väl ventilerade områden bekräftades att COVID-19 kan överföras på tre sätt: via ytor, via droppar som släpps vid hosta eller när man pratar samt via aerosoler.